# Гомель (хокейний клуб)
Хокейний клуб «Гомель» (біл. ХК Гомель) — хокейний клуб з м. Гомеля, Білорусь. Заснований 2000 року. Виступає в Білоруській Екстралізі.

## Історія
Хокейний клуб «Гомель» створений 24 серпня 2000 року рішення Гомельського обласного виконавчого комітету. Засновником клубу став гомельський міськвиконком, а генеральним спонсором — РУП Гомельтранснафта «Дружба», директор якого, Олексій Костюченко, був обраний головою ради хокейного клубу «Гомель».
Першим тренером команди став Євген Лебедєв, а перший офіційний матч команда провела 17 вересня 2000 року в Гомельському льодовому палаці спорту.
У 2003 році «Гомель», під керівництвом російського спеціаліста Володимира Синіцина, завоював звання чемпіона Республіки Білорусь. У 2004 році клуб став бронзовим призером чемпіонату країни.
Даа рази (в 2003 і 2007 роках) гомельчани ставали володарями Кубка Білорусі.
«Гомель» став дворазовим срібним призером чемпіонату Східноєвропейської хокейної ліги в 2003 і 2004 роках.
Одним із значних успіхів гомельської команди стали срібні медалі Суперфіналу Континентального Кубка ІІХФ 2004 року, який вперше проходив в Гомелі і отримав найвищу оцінку представників Міжнародної федерації хокею. Гомельській команді протистояли суперники з таких країн, як Росія, Словаччина, Швейцарія і Франція. Гравці хокейного клубу «Гомель» виступають у складі юнацької, молодіжної і національної збірних Республіки Білорусь на великих міжнародних змаганнях.
На зимових Олімпійських іграх 2002 в Солт-Лейк-Сіті у складі збірної Білорусі, яка посіла тоді найвище місце в своїй історії — 4-е, виступав напададник «Гомеля» Дмитро Дудик, який закинув шайби таким збірним, як Швеція і Росія.

## Музей
До 50-річчя білоруського хокею і 5-річчя хокейного клубу «Гомель» керівництвом клубу було ухвалене відкриття музею хокею. Музей відкрився 26 вересня 2005 року і став першим в Республіці Білорусь. 
1 березня 2010 року в музеї хокейного клубу «Гомель» відкрилась експозиція, присвячена Олексію Костюченку — першому голові координаційної ради клубу.

## Досягнення
- Чемпіон Білорусі (2003), срібний призер (2009, 2021), бронзовий призер (2004, 2010, 2012, 2014, 2015, 2016, 2017, 2025).
- Срібний призер СЄХЛ (2003, 2004).
- Володар Кубка Білорусі (2003, 2004 в, 2008, 2013, 2018).